# Gianni Coveli
Gianni Coveli (* 31. Juli 1971 in Stuttgart) ist ein ehemaliger deutscher Fußballspieler und heutiger Fußballtrainer.

## Sportlicher Werdegang

### Spielerkarriere
Der Mittelfeldspieler begann seine Laufbahn beim TV Bempflingen und wechselte danach zu den Stuttgarter Kickers. Hier spielte er in der Jugend und später als Zweitligaprofi. Sein erstes Zweitligaspiel bestritt er am 16. September 1989 beim 4:1-Heimerfolg gegen den MSV Duisburg. Größter Erfolg Covelis war das Erreichen des vierten Platzes in der 2. Bundesliga mit den Stuttgarter Kickers in der Saison 1989/90, beim Erreichen des dritten Tabellenplatzes – und dem anschließenden Aufstieg in die Bundesliga über die Relegation – in der folgenden Spielzeit kam er nicht zum Einsatz. Aufgrund mangelnder statistischer Daten ist unklar, inwiefern er parallel für die von Erich Schmeil trainierten Reservemannschaft zum Einsatz kam, die in der Spielzeit 1990/91 in der Verbandsliga Württemberg als Neuling hinter Mitaufsteiger TSF Ditzingen Vizemeister wurde und den Durchmarsch in die Oberliga Baden-Württemberg schaffte.
1991 wechselte Coveli zu den TSF Ditzingen, wo er zwei Jahre in der drittklassigen Oberliga spielte und den WFV-Pokal 1992/93 gewann. Dabei kam er jedoch nie dauerhaft über die Rolle des Ergänzungsspielers hinaus. 1993 ging er daher zum Ligarivalen SpVgg 07 Ludwigsburg, mit dem er sich für die neu geschaffene Regionalliga qualifizieren konnte. Nach dem Abstieg in die Oberliga 1997 blieb er dem Klub zunächst treu und verließ den Klub 1999 als Spielertrainer in Richtung TSV Schwieberdingen in die sechstklassige Landesliga Württemberg.

### Trainerlaufbahn
Von 1999 bis 2008 trainierte er den TSV Schwieberdingen, Dabei war er zunächst als Spielertrainer tätig, nach Ende seiner aktiven Laufbahn im Jahr 2004 führte er den Verein als Cheftrainer in die Verbandsliga Württemberg und 2007 gelang ihm dann der Aufstieg in die Oberliga Baden-Württemberg. Am 16. Mai 2008 kam Coveli nochmals zu einem Spieleinsatz in der Oberliga, als er sich aufgrund Personalnot beim Spiel des TSV Schwieberdingen gegen die SG Sonnenhof Großaspach in der 74. Minute selbst einwechselte.
In der Saison 2008/09 dann den Verbandsligisten SpVgg 07 Ludwigsburg. Ab 1. Juli 2009 übernahm er für zunächst zwei Jahre die sportliche Verantwortung beim Verbandsligisten FSV 08 Bissingen. Seit der Saison 2014/15 ist er Trainer des 1. Göppinger SV. Im Sommer 2016 stieg er mit dem Klub in die Oberliga Baden-Württemberg auf, im Sommer 2024 in die Regionalliga Südwest.